# Mroczków
Mroczków – wieś w Polsce, położona w województwie świętokrzyskim, w powiecie skarżyskim, w gminie Bliżyn. Nazwa wsi pochodzi z 1415 r. od osoby nazywanej Mroczkiem.
W latach 1975–1998 miejscowość administracyjnie należała do województwa kieleckiego. Od maja 1976 r. W latach 1954–1972 wieś należała i była siedzibą władz gromady Mroczków, wcześniej i następnie wieś należała do gminy Odrowąż, od 1976 r. należy do gminy Bliżyn.
Wieś jest siedzibą rzymskokatolickiej parafii Parafia św. Rocha.

## Położenie
Mroczków leży na zachód od Bliżyna, na drodze krajowej nr 42 (Kluczbork – Starachowice). Nieopodal Mroczkowa znajduje się przystanek kolejowy Sołtyków na czynnej trasie Skarżysko-Kamienna – Końskie.
Przez wieś przechodzi czarny szlak turystyczny z Sołtykowa do Bliżyna.

## Integralne części wsi
| SIMC    | Nazwa | Rodzaj    |
| ------- | ----- | --------- |
| 0228690 | Niwki | część wsi |

## Historia
Mroczków od dawna składał się z czterech mniejszych części: z właściwego Mroczkowa oraz trzech przysiółków: Kapturów, Niwki i Kamionka. Wieś Mroczków od wieków należała do dóbr szydłowieckich, będących w rękach najpierw Odrowążów, a następnie Szydłowieckich, Radziwiłów oraz Sapiehów.
XVI-XIX w
Miejscowość ta była znaczącym ośrodkiem przemysłu żelaznego w Staropolskim Zagłębiu Przemysłowym od XVI do XIX w. Kuźnica w Mroczkowie powstała już w latach 1532-1548.
W czasach I Rzeczypospolitej we wsi istniała dymarka przetapiająca rudy okolicznych lasów (z kopalń Bendocin, Łaski, Mroczków). W 1778 r. na polecenie właściciela, księcia Mikołaja Radziwiłła została ona przebudowana na wielki piec o jednej formie zwany radziwiłowskim. Oprócz niego w miejscowości funkcjonowały również trzy fryszernie. 
W 1828 r. wieś przeszła na własność rządu, który w 1829 sfinansował odrestaurowanie pieca. W 1836 r. zakład hutniczy został doszczętnie strawiony przez pożar, odbudowano go nakładem Banku Polskiego (wprowadzono wówczas nowocześniejsze rozwiązania techniczne, takie jak poruszanie miechem cylindrowym oraz maszyna parowa o mocy 12 KM). W 1876 r. dołączono drugi miech oraz zastosowano aparat do ogrzewania powietrza. Jeszcze ok. 1880 r. przetapiano w Mroczkowie od 80 000 do 100 000 pudów rud rocznie.
Wielki Piec do wytopu żelaza znajdował się przy stawie Starym (Piecowym) na rzece Kamiennej. Wartościowym urządzeniem przemysłowym był kanał wodny o długości 500 m, który łączył staw Piecowy ze stawem Kapturowskim (Gozdeckiego). Kanał ten był alternatywnym środkiem dostarczania wody do Wielkiego Pieca, gdy brakowało jej w stawie Starym (Piecowym).
Rudę żelaza wydobywano w okolicznych lasach metodą kopania szybów o głębokości 10–12 m i wyciągano za pomocą kołowrotu (takie doły rudne do dziś znajdują się w rejonie Mroczkowa). Oprócz rudy żelaza wydobywano niezbędny dla Wielkiego Pieca kamień wapienny oraz piaskowiec służący do wyrabiania kamieni młyńskich.”
W latach 1876–1884 miejscowymi Zakładami Hutniczymi kierował Witold Zglenicki, późniejszy ojciec nafty bakijskiej, Polski Nobel.
Około 1800 r. wieś liczyła 21 domów, 40 mężczyzn i 10 koni. Oprócz wymienionych, we wsi mieszkało też pięć rodzin chałupników (mieli tylko chaty) i sześć rodzin komorników (wynajmowali izby w domach). Mieszkańcy Mroczkowa (prócz chałupników i komorników, którzy nie posiadali roli) za użytkowanie ziemi musieli odrabiać pańszczyznę i oddawać daniny do dworu w Szydłowcu. Wieś odrabiała rocznie 364 dni pańszczyzny ciągłej, tzn. wołami i 1372 dni pieszych – wynosiło to wartościowo 126 rubli rocznie. W 1826 roku sołtysem był Antoni Bilski, a jego pomocnikiem – radnym Szymon Adamczyk. Wówczas we wsi była kaplica, karczma zajezdna oraz najważniejszy obiekt – Wielki Piec do wytopu żelaza.
W roku 1859 rząd postanowił oczynszować wsie dóbr Szydłowieckich. 21 sierpnia 1859 r. na zebraniu głównym włościan wsi Mroczków komisarz ekonomiczny Komisji Rządowej Przychodów i Skarbu z Warszawy, z udziałem wójta gminy z Szydłowca – Poszepczyńskiego, spisał stan posiadania włościan i ustalił zmiany, jakie zaszły w użytkowaniu ziemi w ostatnich latach. W tym samym roku geometra rządowy – Pstrokowski zmierzył użytki rolne wsi i podzielił je na nowe gospodarstwa, a 21 października 1859 r. odbyło się publiczne przydzielenie tych osad poszczególnym włościanom. Odpowiedzialnymi za przydział byli: asesor ekonomiczny rządu Kahl, wójt gminy Poszepczyński, nadleśniczy Leśnictwa Szydłowiec Zawistowski oraz zawiadowca Zakładów Górniczych w Mroczkowie – Waligórski. Wyznaczono wówczas również nowe drogi dojazdowe, w większości do dziś użytkowane. W maju 1864 r. mieszkańcy wsi otrzymali użytkowaną ziemię na własność oraz przestali płacić czynsz na mocy ukazu carskiego o uwłaszczeniu chłopów, w 1880 r. – stan administracyjny Mroczkowa wynosił: 47 domów i 249 mieszkańców (344 morgi ziemi włościańskiej, 58 morg ziemi rządowej).

### II wojna światowa
Okoliczne lasy Mroczkowa były doskonałym schronieniem dla oddziałów partyzanckich Armii Krajowej. W oddziale AK „Szarego” działał jeden z mieszkańców wsi – Kazimierz Adamczyk, pseudonim „Lipa”, który brał udział w licznych akcjach dywersyjno-sabotażowych, m.in. w ataku na niemieckie gestapo w Końskich, z którego uwolniono ok. 100 więźniów, w tym porucznika Henryka Gruszczyńskiego, ps. „Blady”. Na początku lutego 1944 r. żołnierze niemieccy dokonali bestialskiego mordu na rodzinie Janasów i Dobrowolskich zamieszkałych w Mroczkowie. Z jednej z tych rodzin pochodził żołnierz AK Feliks Janas ps. „Sołtyk”. Przy drodze na stację PKP w Sołtykowie znajduje się pomnik upamiętniający to tragiczne wydarzenie. W sierpniu 1944 r. Mroczków pacyfikowano przy pomocy faszystowskich oddziałów Kałmuków i Kozaków. W październiku 1944 r. we wsi stacjonowały oddziały wojsk niemieckich. Były to oddziały saperów, którzy budowali rowy obronne, zasieki, bunkry – wykorzystując mieszkańców Mroczkowa do tej pracy. Na terenie miejscowości zginął także Marian Janduła (ps. ,,Randis")– żołnierz AK (zamordowany tuż po wojnie przez UB) oraz Antoni Szczuka (którego mogiła znajduje się w lesie pomiędzy Mroczkowem a Rędocinem). W latach 1939–1945 na terenie wsi odbywało się tajne nauczanie na poziomie podstawowym i średnim, prowadzone przez Ludwikę i Stanisława Wojtarowiczów, Stanisława Sowę oraz Jadwigę Pierzynkę. Kres okupacji hitlerowskiej nastąpił w styczniu 1945 r., kiedy to wojska radzieckie wkroczyły do wsi.”
Na terenie Mroczkowa działały młyny wodne. Pierwsze wzmianki o nich pochodzą z przełomu XVI i XVII wieku, jednak do dziś po najstarszych młynach zachowały się jedynie ślady umocnień ziemnych, m.in. kanałowy układ wodny. W 1820 r. na rzece Sobarzewce powstał drewniany młyn dworski obsługiwany przez Antoniego Postupalskiego. Młyn został zniszczony w 1939 r. wskutek działań wojennych. Pracował w okresach, kiedy wody nie wykorzystywano do obsługi wielkiego pieca hutniczego zlokalizowanego ok. 300 metrów dalej. Koszt zmielenia korca zboża wynosił 2 garnce.
W 1947 roku zarejestrowane było w Mroczkowie przedsiębiorstwo „Młyn wodno-turbinowy-Gozdecki Antoni”. Budynek młyna murowany posiadał zainstalowaną turbinę własnej konstrukcji właściciela o mocy 6KM. Pozwalała ona na przemiał ok. 0,8 tony mąki w 24 godziny. Obecnie pozostał jedynie budynek młyna w stanie ruiny, kanał wodny, zniszczone stawidła i groble oraz pozostałości stawu. W 2008 roku ruina młyna spłonęła, w wyniku czego resztki pokrycia dachowego zostały zniszczone.

## Mroczków dziś
Obecnie Mroczków zamieszkuje 630 osób. Układ przestrzenny wsi zaprojektowany i zrealizowany w XIX w przetrwał do dziś. Użytkowane są dziś te same drogi i te same wygony. Pozostało kilka chat wybudowanych w drugiej połowie XIX wieku. Na terenie wsi znajdują się dwa sklepy spożywczo przemysłowe, dwa zakłady produkcyjne. Wizytówką Mroczkowa jest szkoła podstawowa wybudowana ok. 1950 r. (rozbudowana w 1970 r.), w której uczy się ok. 160 dzieci. Obwód szkoły obejmuje: Mroczków, Mroczków Kamionkę, Mroczków Kapturów, Płaczków, Płaczków Piechotne, Pięty, Sołtyków, Rędocin i Górki. Oprócz szkoły podstawowej na terenie wsi działa Biblioteka Publiczna.
W Mroczkowie istnieje również Ochotnicza Straż Pożarna, której prezesem jest Jan Sztab. Jednostka OSP powstała w maju 1959 roku. Pierwszymi jej członkami byli: Stanisław Adamczyk, Stanisław Wójcik, Antoni Nowek, Jan Berus, Ludwik Wąsowski, Marian Berus, Zdzisław Lisowski, Edward Ferenc, Jan Bąk oraz Zdzisław Mączyński.

## Urodzeni w Mroczkowie
- Teofil Waligórski, (ur. 1859 - zm. 1913) – polski polityk, dziennikarz, publicysta polityczny, urzędnik, współzałożyciel Narodowej Demokracji (endecji, ruchu narodowego), jeden z głównych twórców ruchu narodowego, uzyskał mandat poselski do I Dumy Państwowej Imperium Rosyjskiego z guberni kieleckiej. Wchodził do zespołu opracowującego regulamin Koła Polskiego oraz do jego siedmioosobowego prezydium (Komisji Parlamentarnej).

## Zabytki
- Kościół pod wezwaniem św. Rocha – budowlą charakterystyczną dla Mroczkowa jest schowany w brzozowym zagajniku zespół kościoła parafialnego pw. św. Rocha, na który składa się: modrzewiowy kościół drewniany z początku XIX w wybudowany w 1820 r. oraz dzwonnica drewniana z 1950 roku. Skutkiem powstania świątyni była prawdopodobnie szalejąca na początku XIX wieku na tym obszarze epidemia cholery. Mieszkańcy, aby uchronić się przed śmiertelną chorobą, modlili się w tej intencji do św. Rocha. Ślubowali również, że gdy pomór ustanie wybudują jako wotum wdzięczności kościół, co też uczynili. Z drzewa modrzewiowego powstał wtedy maleńki, jednonawowy kościółek. W późniejszych czasie dobudowana została do niego kaplica św. Tadeusza oraz nawa wejściowa. Parafia w Mroczkowie została założona w połowie lat 50. przez księdza profesora Tadeusza Bieganowskiego. Jako kościół parafialny świątynia służyła do 1990 roku. Funkcję tę przejął nowoczesny kościół pw. Matki Bożej Nieustającej Pomocy, wybudowany nieopodal na przełomie lat 80. i 90. przez proboszcza parafii Mroczków – księdza Antoniego Kochanowskiego. Obecnie nabożeństwa w niej są prowadzone w dniu patrona (16 sierpnia) oraz w większe święta. W listopadzie 2007 r. świątynia ze względu na swój sędziwy wiek, doczekała się remontu. Zostały wymienione gonty i belki stanowiące pokrycie dachowe kościółka, zainstalowano również iluminację[15][16]. W 2009 kościół został wpisany do rejestru zabytków nieruchomych (nr rej.: A.793 z 27.04.2009)[17].
- Pozostałości młynów wodnych – istniejących od przełomu XVI i XVII wieku.
- Kamienny krzyż – stojący przy wjeździe do wsi. Ufundowany został w 1877 r. przez Jacentego i Antoninę z Hucińskich[18].
- Rezerwat modrzewiowy „Ciechostowice” – położony jest przy drodze z Mroczkowa, do Ciechostowic na południowo-zachodnim zboczu wzniesienia o wysokości od 345 do 560 m n.p.m.[19]